# Earth Angel
Earth Angel (Will You Be Mine?) è un popolare brano musicale pop del gruppo The Crew-Cuts degli anni cinquanta, cover della precedente versione dei Penguins.

## Il brano
La canzone fu originariamente lanciata dai The Penguins, come lato B di Hey senorita. La prima registrazione avvenne agli studi di Ted Brinson nel sud di Los Angeles nell'ottobre 1954, insieme al produttore Dootsie Williams. Tuttavia Earth Angel, nella versione dei The Crew-Cuts, diventò rapidamente popolarissima, e raggiunse la vetta della classifica di Billboard R&B chart, dove rimase per tre settimane nel 1955 e l'ottava posizione della pop chart. La canzone fu l'unico singolo a riuscire ad entrare in una top 40 per il gruppo. Ne furono realizzate numerose cover nel corso degli anni.
Earth Angel, nella versione dei The Penguins, è stata classificata alla posizione 151 della lista stilata della rivista Rolling Stone delle lista delle 500 migliori canzoni della storia. Nel 2004, è stata scelta dalla Library of Congress come una delle 50 canzoni da aggiungere al National Recording Registry. Tale versione è considerata una delle prime canzoni rock ad essere stata registrata.

## Cover
- Gloria Mann (1955)
- Johnny Tillotson (1957)
- Bobby Vinton (1962)
- The Vogues (1968)
- New Edition (1986)
- Tom DeLonge dei Blink-182 (1993)
- Bella Morte (2005)
- Death Cab for Cutie (1990)
- Tiny Tim (1968)
- Slapstick (1917)
- Weezer (1992)
- Green Day (1986)

## Utilizzo nei media
- Nel film Ritorno al futuro, Marvin Berry and the Starlighters interpretano il brano durante la festa scolastica "Incanto sotto il mare". Per via della trama del film, che porta i suoi protagonisti avanti e indietro nel tempo, la canzone viene risentita in Ritorno al futuro - Parte II.
- Il brano è presente anche in un episodio de I Griffin, nel corso di una parodia di Ritorno al futuro.
- Sulle note di Earth Angel danzano Clark Kent e Lana Lang nel film Superman III.
- Sempre nell'universo di Superman, la canzone viene utilizzata nel corso di un episodio di Smallville ambientato negli anni sessanta, in una scena fra Jor-El e Lana (in realtà una zia, interpretata dalla stessa attrice).
- Il brano è presente anche nel film Premonitions, pellicola del 2015 con Anthony Hopkins e Colin Farrell, nella scena in cui Victoria Raymond, interpretata da Luisa Morales, viene trovata morta nella vasca da bagno.
- Nel celebre sequel Karate Kid II, Il brano inizia nell'esatto momento in cui Daniel e Kumiko, trovatosi in un bar a ballare, si interrompono per andare a sedersi in un tavolino, subito prima dell'arrivo di Chozen e i suoi amici